# Fokker F.VII
Fokker F.VII var ett passagerarflygplan som producerades av den nederländska tillverkaren Fokker mellan 1925 och 1932. Planet var ett av de mest framgångsrika under perioden, tillverkades också i fraktversioner, och i någon mån för militärt bruk.

## Utveckling
Den tyske konstruktören Walter Rethel som var anställd på Fokker, konstruerade först en högvingad enmotorig version av planet för sex passagerare. Inför en årlig tävling i pålitlighet i USA, sponsrad av Henry Ford, lade chefskonstruktören Anthony Fokker in två motorer till och flög själv i tävlingen, som han vann med god marginal. Genast efter det inleddes produktion i större skala med tre motorer, som då kallades Fokker Trimotor.

## Produktion
F.VII blev för många unga flygbolag det första planet. Det tillverkades i olika versioner för 8-12 passagerare eller för frakt, med olika motorer, men de vanligaste var Wright Whirlwind J-4 och J-5, samt Bristol Jupiter. Ett femtiotal byggdes på fabriken i Holland men tiotals byggdes också på licens i bland annat Belgien, Tjeckoslovakien, Storbritannien och Ukraina, samt på dotterbolaget Atlantic Aircraft Corporation i USA. Källorna är inte helt eniga beträffande huruvida Fokker samarbetade med Ford eller konkurrerade. Modellerna Fokker F.VII och Ford Trimotor var i alla fall väldigt snarlika. De skilde sig främst vid att Fokker fortfarande använde mycket fanér medan Ford övergått till korrugerad aluminium. 

## Användning
Större flygbolag som använde sig av Fokker F.VII:
- Sabena
- Det Danske Luftfartsselskab
- KLM
- LOT

## Kända flygningar med modellen
- I maj 1926 hävdade Richard Byrd att han varit på Nordpolen med en Fokker F.VII som han kallade Josephine Ford. Dagens forskning lutar åt att han inte riktigt kom fram[2]. (Det torde dock Roald Amundsen ha gjort några dagar senare i luftskeppet Norge).[3]
- I juni 1926 flög Lester Maitland och Albert Hegenberger som de första från USA:s västkust till Hawaii med en Atlantic-tillverkad Fokker F.VII som de kallade Bird of Paradise.[3]
- Samma dag flög Richard Byrd tillsammans med Bernt Balchen och några till den första officiella postflygningen över Atlanten i en Fokker F.VII/C2 kallad America. De buklandade utanför Frankrikes kust, men klarade sig helskinnade iland.[3]
- I juni 1928 flög Sir Charles Kingsford-Smith som den första över hela Stilla havet från USA till Australien med en Fokker F.VIIb/3m som han kallade Southern Cross (Södra korset).[3]
- I juni 1928 flög Wilmer Stultz och Louis Gordon över Atlanten med en Fokker F.VII/3m som de kallade Friendship, vilket senare blev ett modellnamn hos Fokker. Med som passagerare hade de Amelia Earhart, som därmed blev den första kvinna som åkt över Atlanten med flyg. Detta blev början till hennes berömmelse.[3]
- Den 31 mars 1931 omkom Knute Rockne, en norsk-amerikansk utövare av och tränare i amerikansk fotboll. Det var denna olycka som initierade omfattande utredningar om design och säkerhet då det gäller flygplan.